# كريستوف بيرنر
كريستوف بيرنر (بالألمانية: Christoph Berner)‏ هو موسيقي وعازف بيانو نمساوي، ولد في 1971 في فيينا في النمسا.

## وصلات خارجية
- كريستوف بيرنر على موقع ميوزك برينز (الإنجليزية)
- كريستوف بيرنر على موقع أول ميوزيك (الإنجليزية)
- كريستوف بيرنر على موقع ديسكوغز (الإنجليزية)